# Фелікс Функе
Фелікс Функе (нім. Felix Funke; 3 січня 1865 Гіршберг — 22 липня 1932, Берлін) — німецький військово-морський діяч, віцеадмірал запасу кайзерліхмаріне.

## Біографія
Функе провів дитинство у Страсбурзі. Після закінчення військово-морського училища в Кілі служив на навчальному кораблі «Ніобе». В 1902-06 роках служив в німецькій колонії Циндао. Під час російсько-японської війни, після битви на Жовтому морі 10 серпня 1904 року дозволив пошкодженому російському лінкора «Цесаревич», броненосному крейсеру «Новик» і трьом інтернованим есмінцям увійти в порт Циндао. Пізніше під час війни, особливо після падіння Порт-Артура, кілька російських кораблів сховалися в порту, а російським екіпажам було надано необхідну медичну допомогу.
На початку Першої світової війни командував 3-й ескадрою лінкорів Флоту відкритого моря. У грудні 1914 року став командиром 2-ї ескадри, замінивши Райнгарда Шеера, який, в свою чергу, став командиром 3-ї ескадри. Функе командував ескадрою до серпня 1915 року, коли за рішенням імператора Вільгельма був відправлений у відставку. Після раптової відставки Функе страждав від депресії.
Після війни написав мемуари, які так і не були опубліковані. Станом на травень 2021 року мемуари зберігаються в його внучатої племінниці.

## Звання
- Кадет (20 квітня 1882)
- Морський кадет (15 травня 1883)
- Унтерлейтенант-цур-зее (18 липня 1885)
- Лейтенант-цур-зее (20 квітня 1889)
- Капітан-лейтенант (13 травня 1895)
- Корветтен-капітан (11 січня 1902)
- Фрегаттен-капітан (30 березня 1906)
- Капітан-цур-зее (15 жовтня 1907)
- Контрадмірал (18 листопада 1912)
- Віцеадмірал запасу (18 вересня 1915)

## Нагороди
- Орден Корони (Пруссія) 4-го, 3-го і 2-го класу
- Орден «За заслуги» (Вальдек) 3-го класу
- Орден Меча, лицарський хрест (Шведсько-норвезька унія)
- Столітня медаль
- Орден Червоного орла
  - 4-го класу (25 травня 1900)
  - 3-го класу з бантом і короною
  - 2-го класу з дубовим листям
- Орден Церінгенського лева, лицарський хрест 1-го класу (липень 1900) — вручений особисто великим герцогом Фрідріхом I.
- Орден Філіппа Великодушного, лицарський хрест 1-го класу (липень 1900) — вручений особисто великим герцогом Ернстом Людвігом.
- Орден «За заслуги» (Баварія), лицарський хрест 1-го класу
- Хрест «За вислугу років» (Пруссія)
- Орден Подвійного дракона 2-го ступеня, 2-й класу (Династія Цінь)
- Орден Святої Анни 2-го ступеня (Російська імперія) — за допомогу російським кораблям під час російсько-японської війни.
- Орден дому Саксен-Ернестіне, командорський хрест 2-го класу
- Орден Фрідріха (Вюртемберг), командорський хрест 2-го класу